# Carmen Arce
Carmen Arce (València, 1956), coneguda com Kubalita, és una exfutbolista valenciana. Va ser la primera portera de la Selecció femenina de futbol d'Espanya, a la dècada del 1970.

## Trajectòria
Als catorze anys, Arce es va unir a l'equip oficiós del València CF, anomenat llavors Racing de València, en llegir un article de premsa. Allí va començar a entrenar com a extrem, perquè algú assumí que s'assemblava al futbolista hongarés Ladislao Kubala, del qual va rebre el seu sobrenom de Kubalita. El seu primer partit, l'11 de gener de 1971, va ser a Benidorm contra el Sizam de Madrid, en el qual va jugar com a portera.
Aquell any, es va formar una selecció espanyola de futbol. Van debutar en l'Estadi de La Condomina a Múrcia al febrer de 1971. No obstant això, les seues samarretes no eren oficials ni estaven reconegudes per la federació. No es va permetre que l'àrbitre es vestira amb l'uniforme oficial ni que sonara l'himne.
Encara el 1971, van intentar anar al primer Mundial oficiós celebrat a Mèxic però, al no obtindre finançament, van haver de renunciar. Arce va jugar amb la selecció fins al 1974 en què li van realitzar una operació que li va impossibilitar continuar jugant. En les quatre temporades en actiu, va disputar dos partits amb la Selecció i va formar part de dos equips, del Racing de València, que va passar a denominar-se Marcol, i l'Hèrcules d'Alacant, com a portera.
Després d'abandonar el futbol, va continuar els seus estudis a Anglaterra i Estats Units. Va treballar com a infermera d'oncologia.

## Reconeixements
Carmen Arce és protagonista del primer capítol de la docuserie Campeonas que va guanyar el premi a la Millor Pel·lícula sobre Igualtat en l'Esport en el Festival de Cinema Dinamo de 2022.